# Омар Ельхуссейні
Омар Набіль Рашад Ельхуссейні (араб. عمر الحسينى; нар. 3 листопада 1985, Гіза, Єгипет) — єгипетський футболіст, атакувальний півзахисник талліннського «Зеніта».

## Життєпис
До 28 років грав на батьківщині за клуби другого дивізіону — «Шаркія Дохан» («Істерн Компані», Каїр), «Ель-Кана» («Суецький канал», «Ісмаїлія»), «Кахраба» (Ісмаїлія). Деякий час виступав у Катарі за «Ас-Садд». У 2011 році в Єгипті одружився з громадянкою Естонії. Наприкінці 2013 року під впливом революції в Єгипті та призупинення футбольного чемпіонату вирішив залишити країну та грати у футбол професійно за кордоном.
У 2014 році перейшов до «Левадії» (Таллінн). Дебютний матч у чемпіонаті Естонії зіграв 1 березня 2014 року проти «Пайде». За талінський клуб виступав два сезони, будучи стабільним гравцем основи. Ставав чемпіоном та віце-чемпіоном Естонії, володарем Кубку та Суперкубку країни. Зіграв 5 матчів та відзначився одним голом у Лізі чемпіонів.
У першій половині 2016 року виступав за індонезійський клуб «Персела» (Ламонган), потім грав у вищій лізі Естонії за «Пайде». Навесні 2018 року грав у другому дивізіоні Мальти за «Зейтун Корінтіанс». У сезоні 2018/19 років грав у І-Лізі (другий дивізіон Індії) за «Мохун Баган» (Калькутта). Після закінчення сезону в Індії планував завершити кар'єру, проте у квітні 2019 року зіграв ще один матч за мальтійський клуб, а з 2021 року грає у нижчих лігах Естонії.

## Досягнення
- Мейстріліга
  -  Чемпіон (1): 2014
  -  Срібний призер (1): 2015

- Кубок Естонії
  -  Володар (1): 2013/14

- Суперкубок Естонії
  -  Володар (1): 2015